# 175046 Corporon
175046 Corporon è un asteroide della fascia principale. Scoperto nel 2004, presenta un'orbita caratterizzata da un semiasse maggiore pari a 2,6301706 UA e da un'eccentricità di 0,1322134, inclinata di 10,87528° rispetto all'eclittica.
L'asteroide è dedicato a Serge Corporon, ex-ingegnere elettronico, che ora partecipa allo sviluppo di una macchina fotografica molto sensibile per l'Osservatorio di Meudon, che sarà utile per lo studio delle atmosfere dei pianeti del Sistema solare durante le occultazioni da parte di questi ultimi.